# Stor-Friskmyrtjärnen
Stor-Friskmyrtjärnen är en sjö i Vindelns kommun i Västerbotten och ingår i Umeälvens huvudavrinningsområde.